# Hornia boharti
Hornia boharti är en skalbaggsart som beskrevs av Linsley 1942. Hornia boharti ingår i släktet Hornia och familjen oljebaggar. Inga underarter finns listade i Catalogue of Life.